# Saint-Hippolyte-de-Montaigu
Saint-Hippolyte-de-Montaigu är en kommun i departementet Gard i regionen Occitanien i södra Frankrike. Kommunen ligger i kantonen Uzès som tillhör arrondissementet Nîmes. År 2022 hade Saint-Hippolyte-de-Montaigu 249 invånare.

## Befolkningsutveckling
Antalet invånare i kommunen Saint-Hippolyte-de-Montaigu
Referens:INSEE